# Chris Burke
Chris Burke (*Glasgow, Escocia, 2 de diciembre de 1983), futbolista escocés. Juega de volante y su actual equipo es el Kilmarnock Football Club de la Scottish Premiership.

## Selección nacional
Ha sido internacional con la Selección de fútbol de Escocia, ha jugado 2 partidos internacionales y ha anotado 2 goles.

## Clubes
| Club                      | País       | Año       |
| ------------------------- | ---------- | --------- |
| Glasgow Rangers           | Escocia    | 2002-2009 |
| Cardiff City              | Gales      | 2009-2011 |
| Birmingham City           | Inglaterra | 2011-2014 |
| Nottingham Forest         | Inglaterra | 2014-2016 |
| Rotherham United (cesión) | Inglaterra | 2016      |
| Ross County               | Escocia    | 2016-2017 |
| Kilmarnock                | Escocia    | 2017-     |

## Palmarés

### Campeonatos nacionales
| Título                     | Club            | País    | Año  |
| -------------------------- | --------------- | ------- | ---- |
| Premier League de Escocia  | Glasgow Rangers | Escocia | 2005 |
| Copa de la Liga de Escocia | Glasgow Rangers | Escocia | 2008 |

### Copas internacionales
| Título     | Club    | País  | Año  |
| ---------- | ------- | ----- | ---- |
| Copa Kirin | Escocia | Japón | 2006 |